# Cal Moliner (Guissona)
Cal Moliner és una obra de Guissona (Segarra) inclosa a l'Inventari del Patrimoni Arquitectònic de Catalunya.

## Descripció
Edifici de tres plantes amb un gran predomini de les línies rectes.
A la planta baixa trobem dos grans portes de garatge rectangulars amb motllura, que flanquegen una porta rectangular més petita, damunt de la qual hi ha un petit entaulament.
El primer pis el protagonitza una tribuna amb dues grans obertures frontals rectangulars i dues laterals més petites. A banda i banda de la tribuna, s'obren dues portes balconeres rectangulars amb motllura llisa i dos balustres amb barana moderna.
El segon pis és una repetició de l'anterior, exceptuant la tribuna que s'ha substituït per una balustrada amb una obertura rectangular i motllura llisa.
Un cos ondulat amb una cornisa que ressegueix el perímetre d'aquest, corona l'edifici i li dona majestuositat a la façana.